# Cinco K

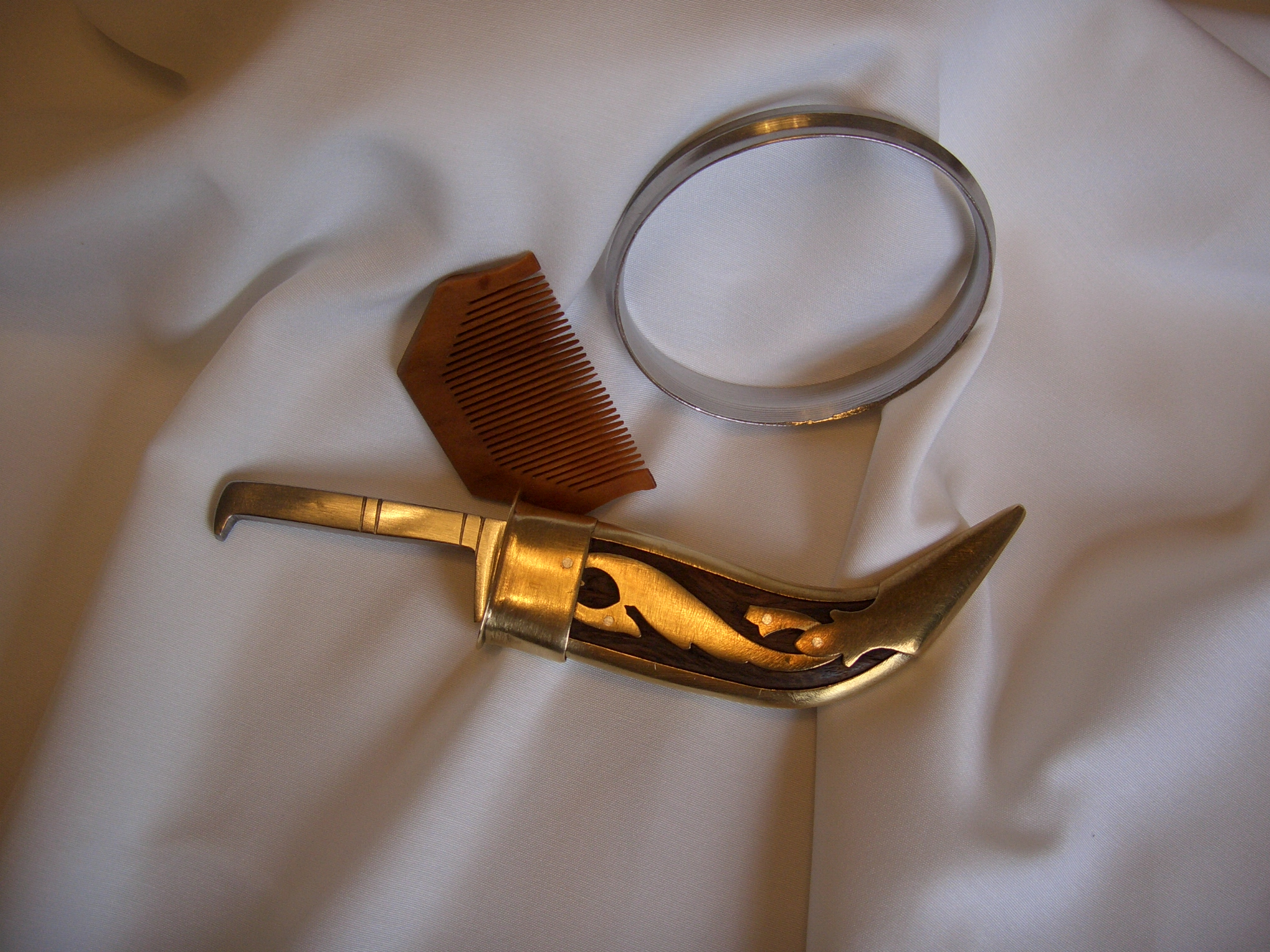
Três dos Cinco K: Kanga, Kara e Kirpan

Os Cinco K ou panj kakaar/kakke são cinco símbolos religiosos usados pelos sikhs que foram iniciados na Khalsa, instituição criada pelo décimo guru sikh, o Guru Gobind Singh, no ano de 1699. Eles são os sinais externos da identidade sikh. Os sikhs que ainda não foram iniciados na Khalsa poderão usar estes símbolos como forma de mostrarem a sua pertença a esta religião.
Em certas situações, como durante a prática da natação ou quando se toma banho, os sikhs podem remover estes símbolos, mas é necessário que estes sejam rapidamente recolocados após a conclusão da actividade. 

## Kesh
Kesh significa cabelo. Os sikhs não podem cortar o cabelo ou os pêlos do seu corpo. Manter o cabelo comprido é entendido pelo sikhs como uma submissão à vontade de Deus. No caso dos homens isto também implica não fazer a barba e para as mulheres não arrumar as sobrancelhas. Os homens sikhs seguram o cabelo com um turbante branco ou de cor, enquanto que as mulheres usam um lenço comprido.

## Kanga
Kanga ou kangha é um pequeno pente de madeira guardado pelos sikhs dentro da cabeleira em carrapito. Este pequeno pente é utilizado duas vezes por dia pelos sikhs para pentearem o seu cabelo, como sinal de limpeza, ordem e disciplina nas suas vidas.

## Kara
Kara é uma pulseira de aço não ornamentada (dado que não tem funções de decoração pessoal), que se usa geralmente no pulso direito. Simbolicamente representa a união ao guru e à comunidade sikh. 

## Kaccha
Trata-se de um par de calções curtos, cujo comprimento não pode passar os joelhos. Podem ser usados como peça de vestuário exterior ou como peça de vestuário interior, numa maneira mais de acordo com a cultura ocidental. Os guerreiros sikhs do século XVIII e XIX (a comunidade sikh sofreu historicamente perseguições por parte dos imperadores mogóis) lutavam usando estes calções, que também estão associados à castidade.

## Kirpan
Kirpan é um punhal ou uma pequena espada que pode ser usada sobre a roupa ou guardada nesta. O uso do kirpan está autorizado pela Constituição da Índia, país cujo estado do Punjabe é o centro e local de nascimento do sikhismo (embora a região histórica do Punjabe esteja hoje dividida entre a Índia e o Paquistão).
Os sikhs não devem utilizar o kirpan para praticarem o mal. Ele apenas pode ser utilizado para a auto-defesa ou para proteger alguém que está a ser atacado. 